# Der Goldene Pick
Der Goldene Pick war ein Jugendliteraturpreis, der einmal jährlich von der Frankfurter Allgemeinen Zeitung und vom Verlag „Chicken House“ für Manuskripte junger Autoren vergeben wurde. Der Preis wurde für das Jahr 2010 ins Leben gerufen und 2013 zum bisher letzten Mal vergeben.
Eine fünfköpfige Jury, der Tilman Spreckelsen (F.A.Z.) und Anja Kemmerzell (Chicken House Deutschland), zwei jährlich wechselnde Buchhändler und ein Jugendbuch-Schriftsteller angehörten, entschied über den Gewinnertext.
Als Preis wurde das jeweils siegreiche Manuskript von „Chicken House“ verlegt.

## Jurymitglieder
- 2010: Isabel Abedi, Jürgen Hees (Buchhandlung Herwig), Cornelia Krüger (Hugendubel)
- 2011: Alina Bronsky, Kerstin Helm (Dussmann), Anett Jänich (Thalia)
- 2012: Andreas Steinhöfel, Ingrid Voigt (Mayersche Buchhandlung), Marianne Hollederer
- 2013: Ursula Poznanski, Bettina Foltz (Hugendubel), Heike Fechter (Buchhandlung RavensBuch)

## Preisträger
| Jahr | Preisträger                                                                                | Nominierte |
| ---- | ------------------------------------------------------------------------------------------ | --- |
| 2010 | Regina Dürig: Katertag oder: Was sagt der Knopf bei Nacht?                                 | Manfred Lafrentz: 2049 – Rebellion gegen die Sammler. Katrin Laskowski: Der Boldarg. Nataly E. Savina: Leo in der Gang. Thomas Wintersperger: Martin Mucha oder warum Kinder abends nicht mehr in den Weltraum dürfen. |
| 2011 | Barbara Laban: Das Geheimnis des duftenden Bergs. publiziert als Im Zeichen des Mondfests. | Sabine Bartsch: Teen Spirit. Ulrike Hamer-Elvert: Tiedrakje – Zeithüter und Traumschatten. Martin Schäuble: Rob Hering, Die Scanner. Ulrike Schrimpf: Zaras Lied.                                                      |
| 2012 | Andreas Schulze: Preben Kaas: Herr Ostertag macht Geräusche.                               | Annette Feldmann: Nichts sagen. Mario Fesler: Die Wahrheit über Oliver. Lena Hach: Tessa – Ein besonderer Fall. Amrei Pohl: Rosine Barfuß. Andreas Schulze: Preben Kaas: Herr Ostertag macht Geräusche.                |
| 2013 | Andrea Rings: Parkour                                                                      | Jana Heinicke: Apfelschorle in Honolulu. Andrea Rings: Parkour. Anneka Driever: Nellys gymnasiales Nachleben. Ann-Kathrin Wolf: Weiß wie Schnee. Eva Olszewski: Schweine weinen nicht.                                 |